# Maskot
Maskot är en figur, ofta människo- eller djurliknande, som symboliserar ett sportevenemang, företag eller idrottsförening. Maskotar finns ofta att köpa, till exempel i form av kramdjur, för dem som vill stödja verksamheten.
Ibland finns också maskotar som dräkter, som används av statister vid evenemang.

## Kända maskotar

### Sportevenemang

#### Fotbolls-VM
Maskotar för fotbolls-VM för herrar
- 1966 i England - World Cup Willie
- 1970 i Mexiko - Juanito
- 1974 i Västtyskland - Tip und Tap
- 1978 i Argentina - Pampita
- 1982 i Spanien - Naranjito
- 1986 i Mexiko - Pique
- 1990 i Italien - Ciao
- 1994 i USA - Striker
- 1998 i Frankrike - Footix
- 2002 i Japan och Sydkorea - Ato, Kaz & Nik
- 2006 i Tyskland - Goleo VI
- 2010 i Sydafrika - Zakumi

#### Olympiska sommarspelen
- 1968 - en namnlös jaguar
- 1972 - Waldi
- 1976 - Amik
- 1980 - Micha
- 1984 - Sam
- 1988 - Hodori
- 1992 - Cobi
- 1996 - Izzy
- 2000 - Olly, Millie & Syd
- 2004 - Athena & Phevos
- 2012 - Wenlock & Mandeville[1]

#### Olympiska vinterspelen
- 1980 - Roni
- 1984 - Vuchko
- 1988 - Hidy & Howddy
- 1992 - Magique
- 1994 - Kristin & Hakon
- 1998 - Snowlets
- 2002 - Powder, Copper & Coal
- 2006 - Neve & Gliz

#### VM i ishockey
- 1995 i Sverige - Snowy

### Turistföretag
- Liseberg AB - Lisebergskaninen
- Skistar - Snögubben Valle
- Ving - Lollo & Bernie
- Fritidsresor - Bamseklubben
- Kolmården - Bamse
- Kläppen skiresort - Trolle & Trolla

#### Snabbmatsföretag
- McDonald's - Ronald McDonald

#### Dator & Spel
- Nintendo - Mario
- Sega - Sonic the Hedgehog
- Namco - Pac-Man
- Capcom - Mega Man
- Mozilla - Mozilla
- Linux - Tux

#### Filmföretag
- Disney - Musse Pigg
- Warner Bros. - Snurre Sprätt

### Musikgrupper
- Iron Maiden - Eddie the Head
- Megadeth - Vic Rattlehead
- Hammerfall - Hector

### Eurovision Song Contest
- 1990 i Jugoslavien - Eurocat, en animerad katt formgiven av Joško Marušić